# Èuricles d'Esparta
Gai Juli Èuricles (en llatí: Gaius Iulius Eurycles), o bé simplement Èuricles (en grec antic: Εὐρυκλῆς ὁ Σπαρτιάτης), va ser un ciutadà espartà de família noble que va viure a final del segle i aC.
Era fill de Làcares, de la família dels euríclides, que proclamaven descendir dels Dioscurs. Va fer amistat amb el dictador Cèsar, i gràcies al seu favor assolí una posició social de domini a Lacedemònia, fins al punt que les monedes espartanes de l'època esmenten el seu nom. Al seu torn, això li valgué la ciutadania romana, d'on prengué el nom de Gai Juli, en honor al seu patró Cèsar.
Durant el Segon Triumvirat, Marc Antoni va fer executar el seu pare Làcares, cosa que posicionà Èuricles del costat d'Octavià, al qual donà suport en la Batalla d'Àctium amb un parell de vaixells. Tot plegat el portà a ser l'home més ric i poderós de la Grècia continental. Com a mostra d'evergetisme, va construir nombrosos monuments i edificis per tota Grècia, com ara un gimnàs a Esparta i uns banys magnífics a Corint, ornamentats amb marbres preciosos. També creà una festa a Esparta, les Euriclees, anomenades en nom seu.
Sembla que Èuricles degué abusar de la seva posició de poder, cosa que li portà suspicàcies i enemistats, i August va posar fre al seu lideratge a Esparta: quan l'emperador visità Lacedemònia el 21 aC, Èuricles no governava pus, i Citera, que li havia pertangut, llavors havia tornat sota domini espartà. Davant aquesta nova situació, viatjà per Orient, a les corts reials i de grans nobles: es guanyà la confiança d'Herodes, de qui obtengué grans regals, i posteriorment visità Arquelau de Capadòcia i tornà a Esparta.
De retorn a Grècia, els seus oponents l'acusaren de trencar la pau social i saquejar les ciutats, i l'emperador l'envià a l'exili. No se sap si arribà mai a tornar, però la seva família romangué a Esparta, i el seu llegat es perllongà durant múltiples generacions.